# كاستريو ديل فال
بلدية كاستريّو ديل فال (بالإسبانية: Castrillo del Val)‏, هي إحدى بلديات مقاطعة برغش, التي تقع في منطقة قشتالة وليون, والتي تقع في شمال غرب إسبانيا.
يبلغ عدد سكانها 507 نسمة وفقاً لإحصائية سنة (2002).